# Koenigsegg CC850
Koenigsegg CC850 – hipersamochód wyprodukowany pod szwedzką marką Koenigsegg w 2024 roku.

## Historia i opis modelu

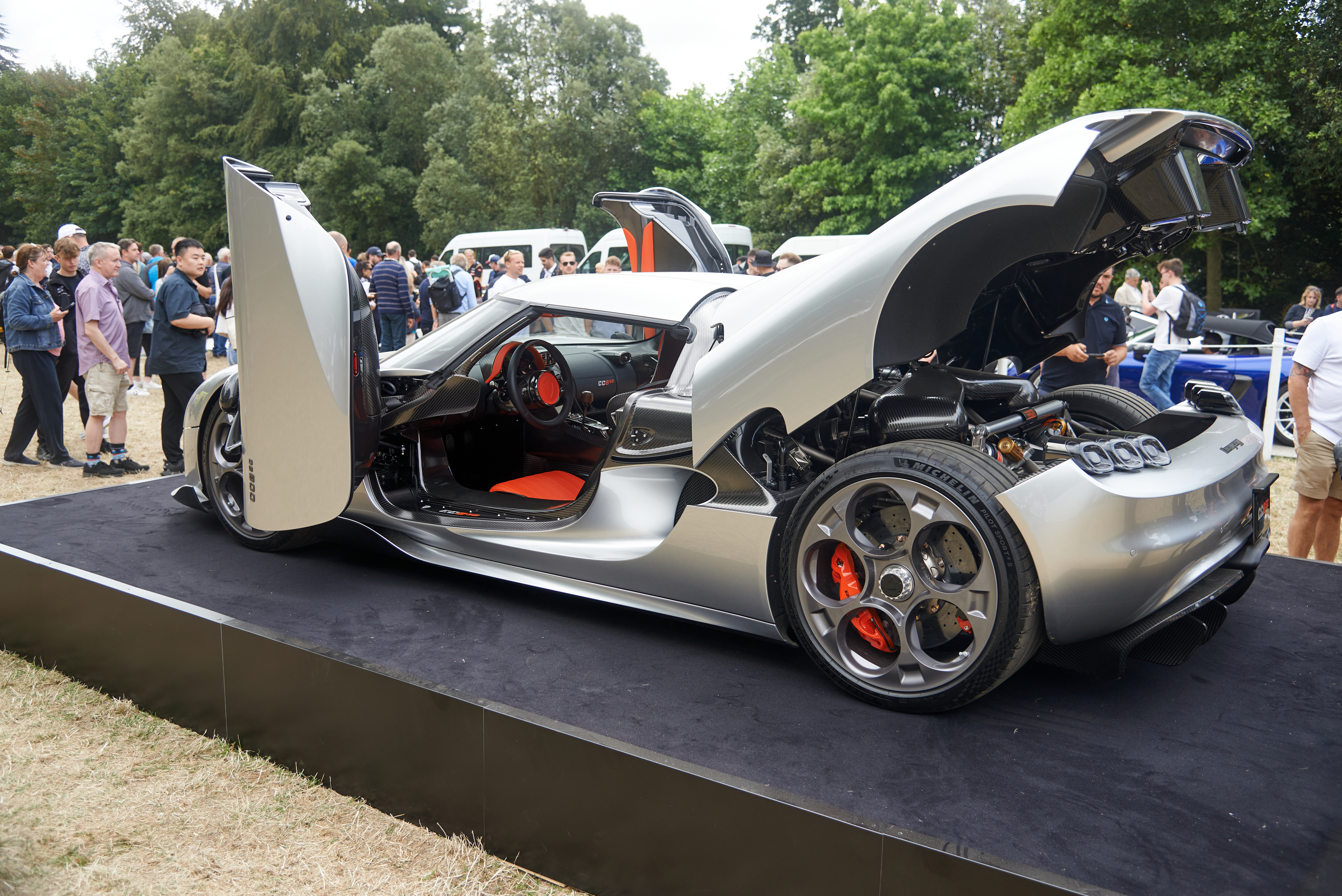
Koenigsegg CC850 - tył

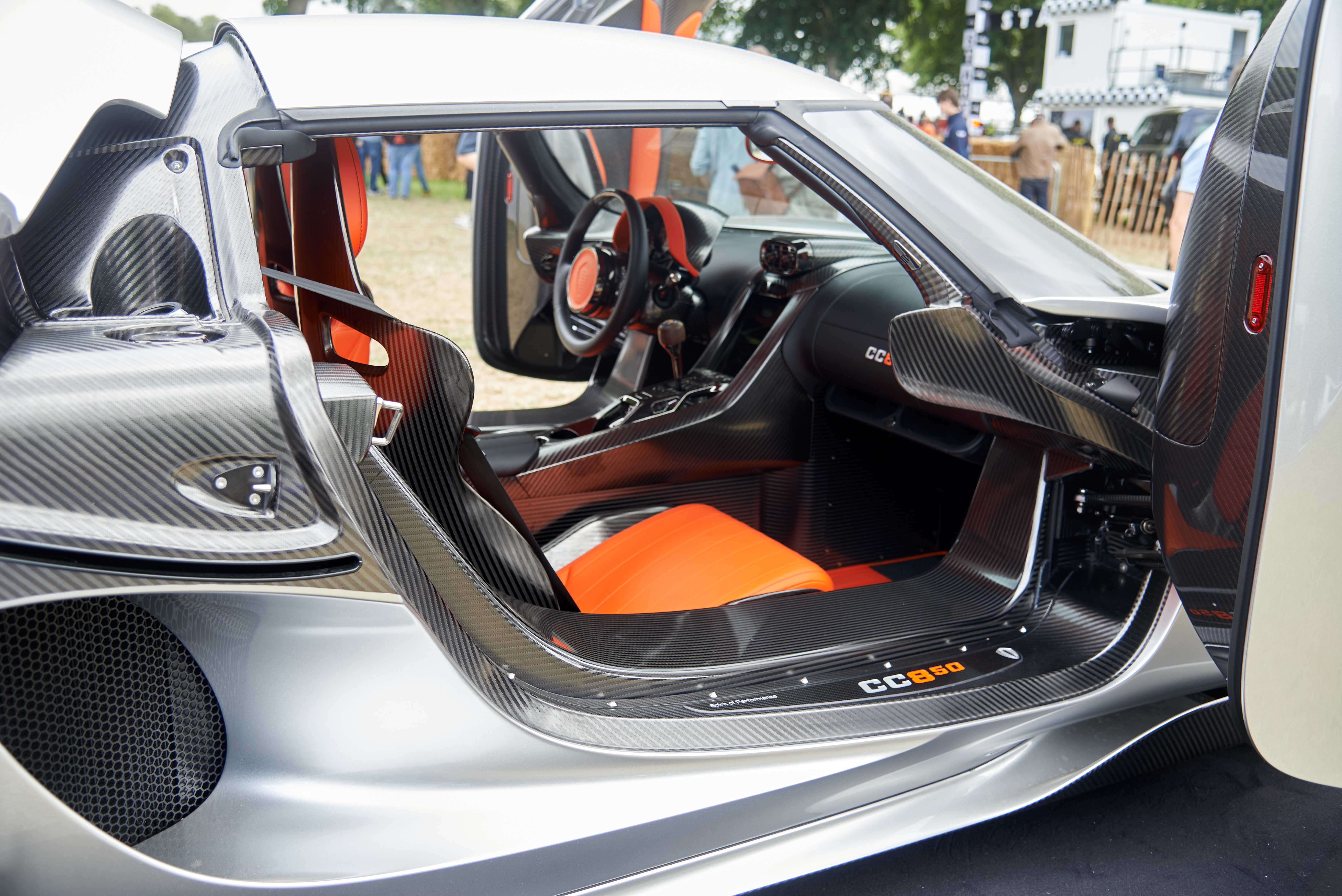
Koenigsegg CC850 - kokpit

W sierpniu 2022 szwedzki Koenigsegg przedstawił specjalny, jubileuszowy model CC850 mający na celu uczcić 20. rocznicę premiery pierwszego w historii szwedzkiej firmy seryjnego modelu CC8S z 2002 roku. Zbiegło się to także z 50. urodzinami założyciela, konstruktora i głównego projektanta zarówno tego, jak i pozostałych konstrukcji tej marki - Christiana von Koenigsegga. Do oficjalnej prezentacji przed publicznością wybrany coroczne wydarzenie Pebble Beach Concours d’Elegance w amerykańskiej Kalifornii, które odbyło się w drugiej połowie sierpnia.
Pod kątem stylistycznym Koenigsegg CC850 stanowi nowoczesną reinterpretację pierwowzoru sprzed 20 lat, nawiązując obszernie do CC8S zarówno bryłą nadwozia, jak i charakterystycznie ukszałtowanymi reflektorami i wielokloszowymi lampami tylnymi. Podobne nawiązania znalazły się także w kabinie pasażerskiej, którą utrzymano w luksusowo-surowej estetyce bogatej w połyskujące detale i panele wykończone czerwoną skórą.

### Napęd
Do napędu limitowanego hipersamochodu wykorzystana została centralnie umieszczona benzynowa jednostka napędowa typu V8 o pojemności 5 litrów z podwójnym turbodoładowaniem. Maksymalny moment obrotowy wynosi 1385 Nm, za to moc silnika różni się w zależności od zasilanego paliwa - w przypadku zasilania bioetanolem E85 to 1405 KM, z kolei przy klasycznej benzynie bezołowiowej jest to 1202 KM.
Charakterystycznym dla CC850 jest zastosowana w nim nietypowa, autorska technologia zmiany biegów Christiana von Koenigsegga o nazwie Revolutionary Engage Shift System, RESS, w którą po raz pierwszy wyposażono w 2019 roku pokrewny model Jesko. Przekładnia ta łączy cechy zarówno 9-biegowej automatycznej, jak i klasycznej 6-biegowej manualnej z pedałem sprzęgła. Kierowca sam wywołuje tryb zmiany biegów za pomocą lewarka.

### Sprzedaż
Koenigsegg CC850 to limitowana seria modelowa, która skierowana została głównie do wyselekcjonowanych, wieloletnich klientów szwedzkiej firmy, z ceną 3,7 miliona dolarów za sztukę. Pierwotnie planowano zbudowanie 50 sztuk hipersamochodu, jednak w ciągu 5 dni cała wyznaczona pula wyprzedała się. Skłoniło to Koenigsegga do powiększenia przewidzianej wielkości do produkcji o 20 kolejnych samochodów do łącznej serii 70 egzemplarzy. Dostawy pierwszych sztuk CC850 do nabywców wyznaczone zostały na 2024 rok.

### Silnik
- V8 5.0l 1202/1405 KM